# Coppa del Mondo di slittino 2016
La Coppa del Mondo di slittino 2015/16, trentanovesima edizione della manifestazione organizzata dalla Federazione Internazionale Slittino, è iniziata il 28 novembre 2015 ad Igls in Austria e si è conclusa il 21 febbraio 2016 a Winterberg in Germania. Erano previste quarantadue gare: dodici nel singolo uomini, nel singolo donne e nel doppio (delle quali nove nella specialità dello sprint) e sei nella gara a squadre in nove differenti località. Nel corso della stagione si sono tenuti anche i campionati mondiali di Schönau am Königssee 2016 in Germania, competizione non valida ai fini della Coppa del Mondo, mentre le tappe di Calgary e Altenberg erano valide rispettivamente anche come campionati pacifico-americani e campionati europei.
Vincitori delle coppe di cristallo generali, trofeo conferito ai primi classificati nel circuito, sono stati il tedesco Felix Loch nel singolo uomini, che ha conquistato così il suo quinto trofeo consecutivo, la connazionale Natalie Geisenberger nel singolo donne, alla sua terza coppa consecutiva, la coppia teutonica formata da Tobias Wendl e Tobias Arlt, al loro quarto successo nel doppio in cinque anni, i quali si riprendono la coppa vinta l'anno precedente dai connazionali Eggert/Benecken e la nazionale di slittino della Germania che ha replicato il trionfo raggiunto nel 2014/15 nella gara a squadre.
Alle gare sprint, introdotte a partire dalla stagione precedente, potevano partecipare solo i primi quindici classificati delle "classiche" gare del singolo uomini e donne e del doppio disputate in quella stessa tappa del circuito di Coppa, attribuendo gli stessi punteggi già previsti per le altre tipologie di gara relativamente alle classifiche delle sfere di cristallo generali; sono state inoltre assegnate le Coppe di specialità per le gare sprint, che sono state assegnate a coloro che hanno disputato tutte e tre le prove facendo segnare il minor tempo nella somma delle tre discese; ad aggiudicarsi i trofei sono stati Felix Loch nella gara maschile, Dajana Eitberger in quella femminile e la coppia Tobias Wendl / Tobias Arlt nel doppio.

## Risultati

### Singolo uomini
| 29 novembre 2015 | Igls        | Austria     |   | Dominik Fischnaller Italia | Armin Frauscher Austria    | Wolfgang Kindl Austria     |  |  |
| 4 dicembre 2015  | Lake Placid | Stati Uniti |   | Chris Mazdzer Stati Uniti  | Tucker West Stati Uniti    | Wolfgang Kindl Austria     |  |  |
| 12 dicembre 2015 | Park City   | Stati Uniti |   | Chris Mazdzer Stati Uniti  | Wolfgang Kindl Austria     | Felix Loch Germania        |  |  |
| 12 dicembre 2015 | Park City   | Stati Uniti | S | Wolfgang Kindl Austria     | Dominik Fischnaller Italia | Felix Loch Germania        |  |  |
| 19 dicembre 2015 | Calgary     | Canada      |   | Felix Loch Germania        | Chris Mazdzer Stati Uniti  | Wolfgang Kindl Austria     |  |  |
| 19 dicembre 2015 | Calgary     | Canada      | S | Felix Loch Germania        | Roman Repilov Russia       | Wolfgang Kindl Austria     |  |  |
| 10 gennaio 2016  | Sigulda     | Lettonia    |   | Felix Loch Germania        | Semën Pavličenko Russia    | Tucker West Stati Uniti    |  |  |
| 16 gennaio 2016  | Oberhof     | Germania    |   | Felix Loch Germania        | Andi Langenhan Germania    | Ralf Palik Germania        |  |  |
| 17 gennaio 2016  | Oberhof     | Germania    | S | Felix Loch Germania        | Andi Langenhan Germania    | Ralf Palik Germania        |  |  |
| 7 febbraio 2016  | Soči        | Russia      |   | Felix Loch Germania        | Wolfgang Kindl Austria     | Dominik Fischnaller Italia |  |  |
| 13 febbraio 2016 | Altenberg   | Germania    |   | Felix Loch Germania        | Roman Repilov Russia       | Chris Mazdzer Stati Uniti  |  |  |
| 21 febbraio 2016 | Winterberg  | Germania    |   | Stepan Fëdorov Russia      | Chris Mazdzer Stati Uniti  | Dominik Fischnaller Italia |  |  |

### Singolo donne
| Data             | Località    | Nazione     | Tipo | Prima classificata            | Seconda classificata          | Terza classificata            |
| ---------------- | ----------- | ----------- | ---- | ----------------------------- | ----------------------------- | ----------------------------- |
| 28 novembre 2015 | Igls        | Austria     |      | Dajana Eitberger Germania     | Natalie Geisenberger Germania | Alex Gough Canada             |
| 5 dicembre 2015  | Lake Placid | Stati Uniti |      | Erin Hamlin Stati Uniti       | Emily Sweeney Stati Uniti     | Summer Britcher Stati Uniti   |
| 11 dicembre 2015 | Park City   | Stati Uniti |      | Summer Britcher Stati Uniti   | Erin Hamlin Stati Uniti       | Dajana Eitberger Germania     |
| 12 dicembre 2015 | Park City   | Stati Uniti | S    | Summer Britcher Stati Uniti   | Erin Hamlin Stati Uniti       | Dajana Eitberger Germania     |
| 18 dicembre 2015 | Calgary     | Canada      |      | Natalie Geisenberger Germania | Erin Hamlin Stati Uniti       | Summer Britcher Stati Uniti   |
| 19 dicembre 2015 | Calgary     | Canada      | S    | Summer Britcher Stati Uniti   | Dajana Eitberger Germania     | Tat'jana Ivanova Russia       |
| 9 gennaio 2016   | Sigulda     | Lettonia    |      | Tat'jana Ivanova Russia       | Tatjana Hüfner Germania       | Natalie Geisenberger Germania |
| 16 gennaio 2016  | Oberhof     | Germania    |      | Tatjana Hüfner Germania       | Natalie Geisenberger Germania | Dajana Eitberger Germania     |
| 17 gennaio 2016  | Oberhof     | Germania    | S    | Natalie Geisenberger Germania | Dajana Eitberger Germania     | Tatjana Hüfner Germania       |
| 6 febbraio 2016  | Soči        | Russia      |      | Tat'jana Ivanova Russia       | Viktorija Demčenko Russia     | Natalie Geisenberger Germania |
| 14 febbraio 2016 | Altenberg   | Germania    |      | Tatjana Hüfner Germania       | Elīza Cauce Lettonia          | Tat'jana Ivanova Russia       |
| 20 febbraio 2016 | Winterberg  | Germania    |      | Tatjana Hüfner Germania       | Natalie Geisenberger Germania | Tat'jana Ivanova Russia       |

### Doppio
| Data             | Località    | Nazione     | Tipo | Primo classificato                        | Secondo classificato                        | Terzo classificato                          |
| ---------------- | ----------- | ----------- | ---- | ----------------------------------------- | ------------------------------------------- | ------------------------------------------- |
| 28 novembre 2015 | Igls        | Austria     |      | Toni Eggert Sascha Benecken Germania      | Peter Penz Georg Fischler Austria           | Tobias Wendl Tobias Arlt Germania           |
| 4 dicembre 2015  | Lake Placid | Stati Uniti |      | Toni Eggert Sascha Benecken Germania      | Peter Penz Georg Fischler Austria           | Andris Šics Juris Šics Lettonia             |
| 11 dicembre 2015 | Park City   | Stati Uniti |      | Tobias Wendl Tobias Arlt Germania         | Toni Eggert Sascha Benecken Germania        | Peter Penz Georg Fischler Austria           |
| 12 dicembre 2015 | Park City   | Stati Uniti | S    | Christian Oberstolz Patrick Gruber Italia | Tobias Wendl Tobias Arlt Germania           | Toni Eggert Sascha Benecken Germania        |
| 18 dicembre 2015 | Calgary     | Canada      |      | Toni Eggert Sascha Benecken Germania      | Peter Penz Georg Fischler Austria           | Tobias Wendl Tobias Arlt Germania           |
| 19 dicembre 2015 | Calgary     | Canada      | S    | Tobias Wendl Tobias Arlt Germania         | Toni Eggert Sascha Benecken Germania        | non assegnato                               |
| 19 dicembre 2015 | Calgary     | Canada      | S    | Tobias Wendl Tobias Arlt Germania         | Peter Penz Georg Fischler Austria           | non assegnato                               |
| 9 gennaio 2016   | Sigulda     | Lettonia    |      | Tobias Wendl Tobias Arlt Germania         | Oskars Gudramovičs Pēteris Kalniņš Lettonia | Peter Penz Georg Fischler Austria           |
| 17 gennaio 2016  | Oberhof     | Germania    |      | Tobias Wendl Tobias Arlt Germania         | Toni Eggert Sascha Benecken Germania        | Peter Penz Georg Fischler Austria           |
| 17 gennaio 2016  | Oberhof     | Germania    | S    | Tobias Wendl Tobias Arlt Germania         | Toni Eggert Sascha Benecken Germania        | Andris Šics Juris Šics Lettonia             |
| 6 febbraio 2016  | Soči        | Russia      |      | Tobias Wendl Tobias Arlt Germania         | Andrej Bogdanov Andrej Medvedev Russia      | Christian Oberstolz Patrick Gruber Italia   |
| 13 febbraio 2016 | Altenberg   | Germania    |      | Toni Eggert Sascha Benecken Germania      | Tobias Wendl Tobias Arlt Germania           | Peter Penz Georg Fischler Austria           |
| 20 febbraio 2016 | Winterberg  | Germania    |      | Toni Eggert Sascha Benecken Germania      | Tobias Wendl Tobias Arlt Germania           | Oskars Gudramovičs Pēteris Kalniņš Lettonia |

### Gara a Squadre
| Data             | Località    | Nazione     | Primo classificato                                                       | Secondo classificato                                                        | Terzo classificato                                                         |
| ---------------- | ----------- | ----------- | ------------------------------------------------------------------------ | --------------------------------------------------------------------------- | -------------------------------------------------------------------------- |
| 29 novembre 2015 | Igls        | Austria     | Germania Dajana Eitberger Andi Langenhan Toni Eggert Sascha Benecken     | Lettonia Elīza Cauce Artūrs Dārznieks Andris Šics Juris Šics                | Italia Sandra Robatscher Dominik Fischnaller Ludwig Rieder Patrick Rastner |
| 5 dicembre 2015  | Lake Placid | Stati Uniti | Stati Uniti Erin Hamlin Christopher Mazdzer Justin Krewson Andrew Sherk  | Lettonia Elīza Cauce Inārs Kivlenieks Andris Šics Juris Šics                | Russia Tat'jana Ivanova Semën Pavličenko Andrej Bogdanov Andrej Medvedev   |
| 10 gennaio 2016  | Sigulda     | Lettonia    | Germania Tatjana Hüfner Felix Loch Tobias Wendl Tobias Arlt              | Lettonia Elīza Cauce Artūrs Dārznieks Oskars Gudramovičs Pēteris Kalniņš    | Russia Tat'jana Ivanova Semën Pavličenko Andrej Bogdanov Andrej Medvedev   |
| 7 febbraio 2016  | Soči        | Russia      | Russia Tat'jana Ivanova Semën Pavličenko Andrej Bogdanov Andrej Medvedev | Germania Natalie Geisenberger Felix Loch Tobias Wendl Tobias Arlt           | Austria Miriam Kastlunger Wolfgang Kindl Peter Penz Georg Fischler         |
| 14 febbraio 2016 | Altenberg   | Germania    | Germania Tatjana Hüfner Felix Loch Toni Eggert Sascha Benecken           | Canada Kimberley McRae Mitchel Malyk Tristan Walker Justin Snith            | Lettonia Elīza Cauce Artūrs Dārznieks Andris Šics Juris Šics               |
| 21 febbraio 2016 | Winterberg  | Germania    | Canada Arianne Jones Mitchel Malyk Tristan Walker Justin Snith           | Russia Tat'jana Ivanova Stepan Fëdorov Aleksandr Denis'ev Vladislav Antonov | Austria Miriam Kastlunger Wolfgang Kindl Thomas Steu Lorenz Koller         |

## Classifiche

### Singolo uomini
| Pos. | Nome                | Nazione     | IGL | LAP | PAR | PAR S | CAL | CAL S | SIG | OBE | OBE S | SOČ | ALT | WIN | Totale. |
| ---- | ------------------- | ----------- | --- | --- | --- | ----- | --- | ----- | --- | --- | ----- | --- | --- | --- | ------- |
| 1    | Felix Loch          | Germania    | DSQ | 6   | 3   | 3     | 1   | 1     | 1   | 1   | 1     | 1   | 1   | 6   | 940     |
| 2    | Wolfgang Kindl      | Austria     | 3   | 3   | 2   | 1     | 3   | 3     | 7   | 5   | 11    | 2   | 5   | 5   | 795     |
| 3    | Chris Mazdzer       | Stati Uniti | 8   | 1   | 1   | 14    | 2   | 6     | 8   | 14  | 10    | 11  | 3   | 2   | 700     |
| 4    | Ralf Palik          | Germania    | 10  | 5   | 4   | 8     | 12  | 14    | 4   | 3   | 3     | 5   | 4   | 4   | 628     |
| 5    | Andi Langenhan      | Germania    | 4   | 10  | 8   | 12    | 11  | 7     | 5   | 2   | 2     | 7   | 6   | 7   | 617     |
| 6    | Dominik Fischnaller | Italia      | 1   | 12  | 6   | 2     | 9   | 10    | 19  | 13  | 15    | 3   | 13  | 3   | 590     |
| 7    | Tucker West         | Stati Uniti | 7   | 2   | 9   | 5     | 7   | 12    | 3   | 15  | 14    | 8   | 11  | 20  | 524     |
| 8    | Johannes Ludwig     | Germania    | 6   | 7   | 7   | 6     | 6   | 11    | 12  | 6   | 4     | -   | 7   | 24  | 481     |
| 9    | Roman Repilov       | Russia      | 5   | 14  | DSQ | -     | 8   | 2     | 21  | 11  | 7     | -   | 2   | -   | 395     |
| 10   | Semën Pavličenko    | Russia      | 8   | 9   | 29  | -     | DSQ | -     | 2   | 7   | 6     | 19  | 9   | 8   | 377     |

### Singolo donne
| Pos. | Nome                 | Nazione     | IGL | LAP | PAR | PAR S | CAL | CAL S | SIG | OBE | OBE S | SOČ | ALT | WIN | Totale |
| ---- | -------------------- | ----------- | --- | --- | --- | ----- | --- | ----- | --- | --- | ----- | --- | --- | --- | ------ |
| 1    | Natalie Geisenberger | Germania    | 2   | 4   | 4   | 4     | 1   | 4     | 3   | 2   | 1     | 3   | 4   | 2   | 895    |
| 2    | Tat'jana Ivanova     | Russia      | 9   | 5   | 7   | 7     | 4   | 3     | 1   | 4   | 5     | 1   | 3   | 3   | 771    |
| 3    | Tatjana Hüfner       | Germania    | 4   | 8   | 8   | 6     | 8   | 5     | 2   | 1   | 3     | 18  | 1   | 1   | 769    |
| 4    | Erin Hamlin          | Stati Uniti | 7   | 1   | 2   | 2     | 2   | 13    | 5   | 6   | 7     | 4   | 6   | 5   | 747    |
| 5    | Summer Britcher      | Stati Uniti | 5   | 3   | 1   | 1     | 3   | 1     | 11  | 8   | 12    | 8   | 9   | 8   | 726    |
| 6    | Dajana Eitberger     | Germania    | 1   | 9   | 3   | 3     | 9   | 2     | 6   | 3   | 2     | 19  | 10  | 7   | 712    |
| 7    | Elīza Cauce          | Lettonia    | 8   | 6   | 10  | 13    | 12  | 8     | 4   | 7   | 6     | 6   | 2   | 4   | 583    |
| 8    | Emily Sweeney        | Stati Uniti | 6   | 2   | 5   | 9     | 7   | 5     | 9   | 11  | 8     | 20  | 12  | 9   | 537    |
| 9    | Viktorija Demčenko   | Russia      | 17  | DNS | 11  | 11    | 15  | 10    | 7   | 17  | 10    | 2   | 7   | 13  | 425    |
| 10   | Kimberley McRae      | Canada      | 11  | 14  | 14  | 10    | 5   | 9     | 12  | 14  | 14    | -   | 5   | 14  | 391    |

### Doppio
| Pos. | Nome                               | Nazione     | IGL | LAP | PAR | PAR S | CAL | CAL S | SIG | OBE | OBE S | SOČ | ALT | WIN | Totale |
| ---- | ---------------------------------- | ----------- | --- | --- | --- | ----- | --- | ----- | --- | --- | ----- | --- | --- | --- | ------ |
| 1    | Tobias Wendl Tobias Arlt           | Germania    | 3   | 8   | 1   | 2     | 3   | 1     | 1   | 1   | 1     | 1   | 2   | 2   | 1037   |
| 2    | Toni Eggert Sascha Benecken        | Germania    | 1   | 1   | 2   | 3     | 1   | 2     | 21  | 2   | 2     | 12  | 1   | 1   | 962    |
| 3    | Peter Penz Georg Fischler          | Austria     | 2   | 2   | 3   | 4     | 2   | 2     | 3   | 3   | 5     | 6   | 3   | DNF | 785    |
| 4    | Christian Oberstolz Patrick Gruber | Italia      | 10  | 5   | 6   | 1     | 4   | 6     | 5   | 7   | 6     | 3   | 4   | 10  | 668    |
| 5    | Matthew Mortensen Jayson Terdiman  | Stati Uniti | 8   | 7   | 7   | 5     | 6   | 7     | 6   | 11  | 4     | 9   | 13  | 11  | 532    |
| 6    | Andris Šics Juris Šics             | Lettonia    | 5   | 3   | DSQ | -     | 11  | 4     | 4   | 5   | 3     | 13  | 6   | 7   | 530    |
| 7    | Ludwig Rieder Patrick Rastner      | Italia      | 4   | 12  | 9   | 5     | 9   | 11    | 7   | 9   | 11    | 8   | 12  | 6   | 486    |
| 8    | Andrej Bogdanov Andrej Medvedev    | Russia      | 20  | 10  | 11  | 13    | 7   | 12    | 8   | 6   | 7     | 2   | 16  | 9   | 482    |
| 9    | Robin Geueke David Gamm            | Germania    | 11  | 4   | 10  | 11    | 10  | 15    | 19  | 8   | 9     | 5   | 8   | 5   | 481    |
| 10   | Tristan Walker Justin Snith        | Canada      | 6   | 14  | 16  | 10    | 5   | 8     | 18  | 4   | 12    | -   | 5   | 8   | 449    |

### Gara a squadre
| Pos. | Nome        | IGL | LAP | SIG | SOČ | ALT | WIN | Totale |
| ---- | ----------- | --- | --- | --- | --- | --- | --- | ------ |
| 1    | Germania    | 1   | 7   | 1   | 2   | 1   | 4   | 491    |
| 2    | Russia      | DNF | 3   | 3   | 1   | 4   | 2   | 385    |
| 3    | Stati Uniti | 6   | 1   | 4   | 4   | 6   | 5   | 375    |
| 4    | Canada      | 5   | 4   | 5   | -   | 2   | 1   | 355    |
| 5    | Lettonia    | 2   | 2   | 2   | DNF | 3   | DNF | 325    |
| 6    | Italia      | 3   | 5   | 7   | 6   | 5   | 7   | 322    |
| 7    | Austria     | 4   | 10  | 6   | 3   | DSQ | 3   | 285    |
| 8    | Polonia     | 11  | -   | 8   | 5   | 7   | 6   | 227    |
| 9    | Romania     | 7   | 6   | -   | 8   | 9   | 9   | 216    |
| 10   | Rep. Ceca   | 10  | 8   | DSQ | -   | 10  | 8   | 156    |

### Sprint singolo uomini
| Pos. | Nome                | Nazione  | PKC    | CAL    | OBE    | Totale   |
| ---- | ------------------- | -------- | ------ | ------ | ------ | -------- |
| 1    | Felix Loch          | Germania | 28"232 | 30"091 | 33"416 | 1'31"739 |
| 2    | Wolfgang Kindl      | Austria  | 28"033 | 30"329 | 33"803 | 1'32"165 |
| 3    | Johannes Ludwig     | Germania | 28"355 | 30"508 | 33"669 | 1'32"532 |
| 4    | Andi Langenhan      | Germania | 28"579 | 30"444 | 33"624 | 1'32"647 |
| 5    | Dominik Fischnaller | Italia   | 28"219 | 30"499 | 33"996 | 1'32"714 |

### Sprint singolo donne
| Pos. | Nome                 | Nazione     | PKC    | CAL    | OBE    | Totale   |
| ---- | -------------------- | ----------- | ------ | ------ | ------ | -------- |
| 1    | Dajana Eitberger     | Germania    | 32"576 | 31"132 | 26"308 | 1'30"016 |
| 2    | Natalie Geisenberger | Germania    | 32"599 | 31"212 | 26"250 | 1'30"061 |
| 3    | Summer Britcher      | Stati Uniti | 32"477 | 31"129 | 26"526 | 1'30"132 |
| 4    | Tat'jana Ivanova     | Russia      | 32"697 | 31"186 | 26"396 | 1'30"279 |
| 5    | Tatjana Hüfner       | Germania    | 32"695 | 31"275 | 26"374 | 1'30"344 |

### Sprint doppio
| Pos. | Nome                               | Nazione     | PKC    | CAL    | OBE    | Totale   |
| ---- | ---------------------------------- | ----------- | ------ | ------ | ------ | -------- |
| 1    | Tobias Wendl Tobias Arlt           | Germania    | 32"537 | 36"310 | 26"166 | 1'35"013 |
| 2    | Toni Eggert Sascha Benecken        | Germania    | 32"564 | 36"316 | 26"440 | 1'35"320 |
| 3    | Peter Penz Georg Fischler          | Austria     | 32"582 | 36"316 | 26"480 | 1'35"378 |
| 4    | Christian Oberstolz Patrick Gruber | Italia      | 32"521 | 36"636 | 26"501 | 1'35"658 |
| 5    | Matthew Mortensen Jayson Terdiman  | Stati Uniti | 32"610 | 36"694 | 26"476 | 1'35"780 |